# Vykintas

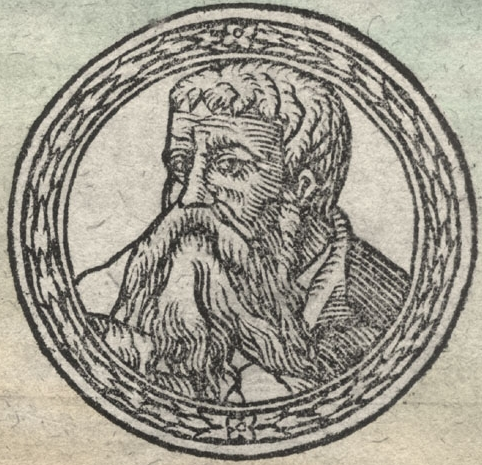
En 1500-talsavbildning av Vykintas.

Vykintas, död cirka 1253, var hertig av Samogitien och han var en stor konkurrent till den senare kungen Mindaugas I.

## Biografi
1236 ledde han en armé av samogitier till seger i slaget vid Saule. Tolv år senare var han med Mindaugas tillsammans med Tautvilas och Edivydas om kampen om att skickas till Smolensk. De misslyckades i sitt uppdrag, då Mindaugas försökte utvisa dem från deras territorier. De tre männen bildade en koalition mot Mindaugas. Vykintas lyckades erövra sin gamla position med hjälp av denna koalition.
1250 organiserade livländska orden ett par stora räder. Mindaugas samarbetade med dem för att förstöra de upproriska adelsmännen. Vykintas dog runt 1253. Då fanns det några adelsmän som var emot att Mindaugas skulle vara kung.